# اوگ کاپه
اوگ کاپه (به فرانسوی: Hugues Capet) (۹۳۸–۲۴ اکتبر ۹۹۶) از ۹۸۷ تا ۹۹۶ میلادی پادشاه فرانک‌ها و بنیان‌گذار و اولین پادشاه از خاندان کاپت بود.

## زندگی
وی در ۹۳۸ در پاریس زاده شد. او از یک خانواده پرنفوذ و نیرومند اشرافی آلمانی در فرانسه بود. پیشتر دو تن از خویشان او از سوی پادشاه به عنوان پاسداران کلیسای آمین برگزیده شده بودند. پدرش اوگ بزرگ پسر شاه روبر یکم بود. او سرزمینهای بسیاری را از پدر به ارث برد و بسیار نیرومند شد.
وی از ۹۷۸ تا ۹۸۶ برای چیرگی بر لوتار پادشاه ناتوان کارولنژی با امپراتوران آلمان اتوی دوم و اتوی سوم و همچنین اسقف اعظم رنس؛ آدالبرون هم‌پیمان شد. او در سال ۹۸۵ اسما پادشاه بود. تا پیش از سال ۹۸۷ که لوتار و پسرش لوئی پنجم درگذشتند، اسقف اعظم رنس در انجمنی از بزرگان پذیرفت تا اوگ را به عنوان پادشاه برگزینند. وی در ۳ ژوئیه ۹۸۷ در نوایون تاج پادشاهی فرانسه را بر سر نهاد و دودمان کاپتی‌ها را بنیاد گذاشت.
وی دارایی‌های کمی در نزدیکی شارتر و آنژو داشت. پس از آن توانست میان دو شهر پاریس و اورلئان زمین‌هایی را به پهناوری یک هزار کیلومتر مربع به چنگ آورد؛ ولی او نفوذش را از دست داد و دیگر حتی نمی‌توانست از املاکش بیرون بیاید. پس در ۹۹۳ اسقف لائون و اودو یکم نقشه ریختند تا او را از بازداشت اتوی سوم برهانند. این نقشه با شکست روبرو شد ولی هیچ‌کس برای طرح آن بازخواست نشد. در این دوران فترت کشور به گونه ملوک‌الطوایفی گردانده می‌شد، ۱۵۰ پول گوناگون رواج داشت و ده‌ها زبان بود که بدان سخن گفته می‌شد. اتحاد بسیار دشوار می‌نمود و هیچ تضمینی بر وفاداری نبود. اینچنین پادشاهی اوگ کاپه در کشاکش میان خراجگزاران در مرزهای رود سن و لوار بود. از سوی دیگر هنوز پاپ ژان پانزدهم اوگ کاپه را پادشاه نمی‌دانست و تا مرگ وی در سال ۹۹۶ این کشاکش‌ها دنبال می‌شد.
هنگامی که او در تنگنای نیروی نظامی قرار گرفت از ریچارد یکم، دوک نورماندی یاری خواست. همچنین اجماع دربارهٔ برگزیدن او به پادشاهی برای او یک نفوذ معنوی به ارمغان آورد.
اوگ کاپه با آدلاید اکیتنی (۹۵۲–۱۰۰۴) دختر ویلیام سوم، دوک آکیتن پیمان زناشویی بست.

### فرزندان
1. آویز(۹۷۰–۱۰۱۳)
2. روبر دوم(۲۷ مارس۹۷۲–۲۰ ژوئیه۱۰۳۱)
3. آلیس(۹۷۴–۱۰۷۹)
4. ژیلت (زاده ۹۷۶)
5. ژیزِل (زاده ۹۷۸)، وی همسر اوگ یکم یکی از اشراف پونتیو بود.

### مرگ
اوگ کاپه در ۲۴ اکتبر ۹۹۶ در شهر پاریس مرد و پیکرش را در کلیسای سن دنی به خاک سپردند. پس از او روبر دوم پسرش به جای پدر بر تخت نشست.